# Ekspedycja 63
Expedition 63 – długa misja na Międzynarodową Stację Kosmiczną, która rozpoczęła się 17 kwietnia 2020 r. Wraz z oddokowaniem statku kosmicznego Sojuz MS-15. Ekspedycja miała się składać z amerykańskiego dowódcy Chrisa Cassidy’ego, a także rosyjskich inżynierów lotniczych Nikołaja Tichonowa i Andrija Babkina. Jednak Nikołaj Tichonow doznał urazu oka i rosyjska agencja Roskosmos podjęła decyzję o zastąpieniu obu kosmonautów, załogą rezerwową, którą tworzyli: Anatolij Iwaniszyn i Iwan Wagner. W trakcie trwania ekspedycji do załogi dołączyło dwóch amerykańskich astronautów Douglas Hurley i Robert Behnken z testowej misji SpaceX DM-2. Ekspedycja zakończyła się w dniu 21 października 2020 r. wraz z oddokowaniem statku Sojuz MS-16.

## Załoga
| Pozycja         | Członek załogi                                 |
| --------------- | ---------------------------------------------- |
| Dowódca         | Christopher Cassidy, NASA Trzeci lot kosmiczny |
| Inżynier lotu 1 | Anatolij Iwaniszyn, RKA Trzeci lot kosmiczny   |
| Inżynier lotu 2 | Iwan Wagner, RKA Pierwszy lot kosmiczny        |

## Spacer kosmiczny

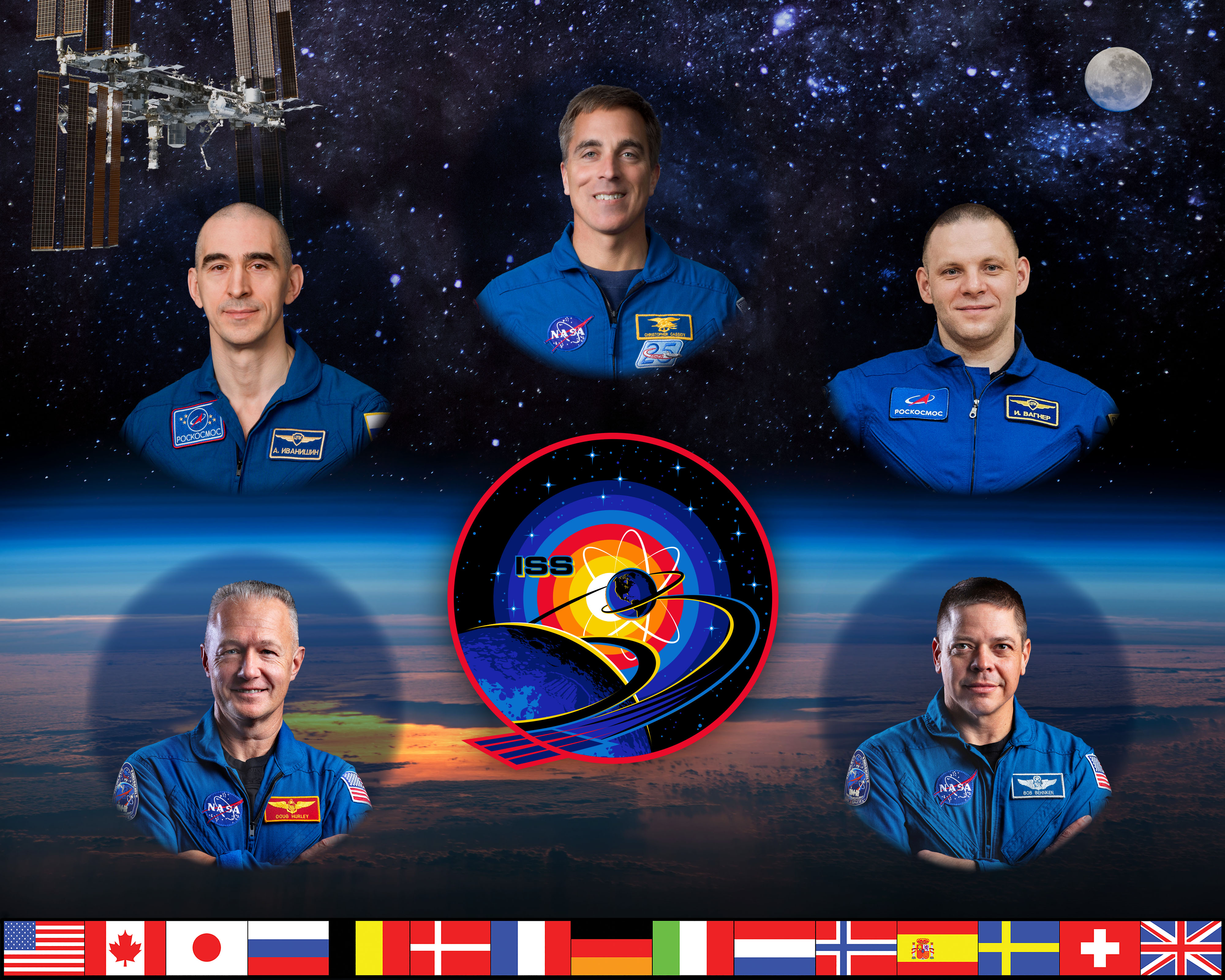
Od góry: Kosmonauta Roscosmos Anatoli Ivanishin, astronauta NASA Chris Cassidy, kosmonauta Roscosmos Ivan Vagner (Sojuz MS-16), na dole: Astronauci NASA Doug Hurley i Bob Behnken (Crew Dragon Demo-2)

Ponieważ opóźnienia programu US Commercial Crew mogły przyczynić się do pozostawienia Cassidy’ego na dłużej jako jedynego członka załogi na USOS (US Orbital Segment), Tichonow (i jego zastępca Anatolij Iwaniszin) przeprowadzili szkolenie w skafandrach kosmicznych US EMU. W przypadku kiedy trzeba byłoby odbyć nieplanowany spacer kosmiczny, zanim jakikolwiek nowy członek załogi USOS dotarłby na stację,  jeśli Tichonow uczestniczyłby w takim spacerze w EMU, to zostałby pierwszym rosyjskim kosmonautą, który skorzystał z EMU od czasów Jurija Malenczenki (który podczas Ekspedycji 16 wykonał EVA wraz z astronautką NASA Peggy Whitson), tj. 2007 r. Z tego samego powodu Babkin musiał trenować obsługę ramienia USOS (Canadarm 2), aby móc zapewnić wsparcie ramienia podczas możliwych spacerów kosmicznych prowadzonych przez Cassidy’ego i Tichonowa.  W trakcie wizyty astronautów NASA, którzy przybili z misji Spacex DM-2, zostały przeprowadzone 4 spacery kosmiczne z udziałem astronautów Boba Behnkena i Chrisa Cassidy’ego.